# U-245 (tàu ngầm Đức)
U-245 là một tàu ngầm tấn công  Lớp Type VII thuộc phân lớp Type VIIC được Hải quân Đức Quốc Xã chế tạo trong Chiến tranh Thế giới thứ hai. Nhập biên chế năm 1943, nó đã thực hiện được ba chuyến tuần tra, đánh chìm cho ba tàu buôn với tổng tải trọng 17.087 GRT. U-245 đã đầu hàng lực lượng Đồng Minh tại Bergen, Na Uy khi xung đột chấm dứt, và bị đánh đắm tại Loch Ryan, Scotland trong khuôn khổ Chiến dịch Deadlight vào ngày 7 tháng 12, 1945.

## Thiết kế và chế tạo

### Thiết kế

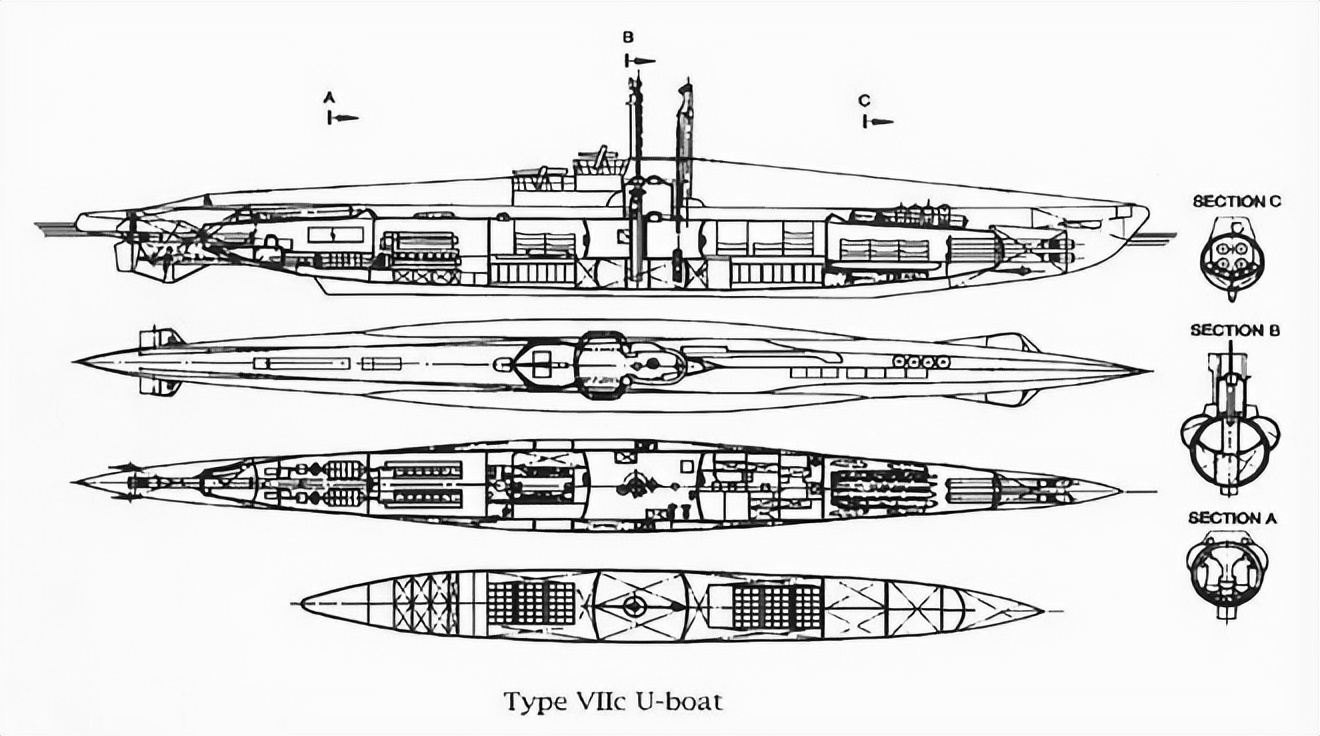
Sơ đồ các mặt cắt một tàu ngầm Type VIIC

Phân lớp VIIC của Tàu ngầm Type VII là một phiên bản VIIB được kéo dài thêm. Chúng có trọng lượng choán nước 769 t (757 tấn Anh) khi nổi và 871 t (857 tấn Anh) khi lặn). Con tàu có chiều dài chung 67,10 m (220 ft 2 in), lớp vỏ trong chịu áp lực dài 50,50 m (165 ft 8 in), mạn tàu rộng 6,20 m (20 ft 4 in), chiều cao 9,60 m (31 ft 6 in) và mớn nước 4,74 m (15 ft 7 in).
Chúng trang bị hai động cơ diesel Germaniawerft F46 siêu tăng áp 6-xy lanh 4 thì, tổng công suất 2.800–3.200 PS (2.100–2.400 kW; 2.800–3.200 bhp), dẫn động hai trục chân vịt đường kính 1,23 m (4,0 ft), cho phép đạt tốc độ tối đa 17,7 kn (32,8 km/h), và tầm hoạt động tối đa 8.500 nmi (15.700 km) khi đi tốc độ đường trường 10 kn (19 km/h). Khi đi ngầm dưới nước, chúng sử dụng hai động cơ/máy phát điện AEG GU 460/8–27 tổng công suất 750 PS (550 kW; 740 shp). Tốc độ tối đa khi lặn là 7,6 kn (14,1 km/h), và tầm hoạt động 80 nmi (150 km) ở tốc độ 4 kn (7,4 km/h). Con tàu có khả năng lặn sâu đến 230 m (750 ft).
Vũ khí trang bị có năm ống phóng ngư lôi 53,3 cm (21 in), bao gồm bốn ống trước mũi và một ống phía đuôi, và mang theo tổng cộng 14 quả ngư lôi, hoặc tối đa 22 quả thủy lôi TMA, hoặc 33 quả TMB. Tàu ngầm Type VIIC bố trí một hải pháo 8,8 cm SK C/35 cùng một pháo phòng không 2 cm (0,79 in) trên boong tàu. Thủy thủ đoàn bao gồm 4 sĩ quan và 40-56 thủy thủ.

### Chế tạo
U-245 được đặt hàng vào ngày 10 tháng 4, 1941, và được đặt lườn tại xưởng tàu của hãng Friedrich Krupp Germaniawerft tại Kiel vào ngày 18 tháng 11, 1942. Nó được hạ thủy vào ngày 25 tháng 11, 1943, và nhập biên chế cùng Hải quân Đức Quốc Xã vào ngày 18 tháng 12, 1943 dưới quyền chỉ huy của Hạm trưởng, Thiếu tá Hải quân Friederich Schumann-Hindenberg.

## Lịch sử hoạt động

### 1944

#### Chuyến tuần tra thứ nhất
Sau khi chuyển căn cứ hoạt động từ Kiel đến căn cứ hải quân Horten về phía Nam Na Uy vào đầu tháng 8, 1944, U-245 xuất phát từ căn cứ Horten này vào ngày 14 tháng 8 cho chuyến tuần tra đầu tiên trong chiến tranh. Nó băng qua khe GIUK giữa quần đảo Faroe và Iceland để đi đến hoạt động tại vùng biển Bắc Đại Tây Dương về phía Tây Ireland (Khu vực Tiếp cận phía Tây). Chiếc tàu ngầm bị một thủy phi cơ PBY Catalina phát hiện và tấn công vào ngày 30 tháng 9, nhưng hỏa lực phòng không của U-245 đã chống trả và nó không bị hư hại. Nó không đánh chìm được mục tiêu nào, nên kết thúc chuyến tuần tra và quay trở về cảng Flensburg vào ngày 28 tháng 10.

### 1945

#### Chuyến tuần tra thứ hai
Sau khi chuyển căn cứ hoạt động từ Flensburg đến Heligoland vào đầu tháng 1, 1945, U-245 khởi hành từ đây vào ngày 14 tháng 1 cho chuyến tuần tra thứ hai, để hoạt động tại lối tiếp cận phía Đông Bắc eo biển Manche. Tại đây nó đã đánh chìm tàu Liberty Hoa Kỳ Henry B. Plant 7.240 GRT thuộc Đoàn tàu TAM 71 ở vị trí khoảng 17 nmi (31 km) về phía Đông Ramsgate, Kent vào ngày 5 tháng 2. Nó kết thúc chuyến tuần tra và đi đến cảng Wilhelmshaven vào ngày 18 tháng 2.

#### Chuyến tuần tra thứ ba
U-245 lại chuyển căn cứ hoạt động từ Wilhelmshaven đến Heligoland vào đầu tháng 4, trước khi xuất phát từ đây vào ngày 9 tháng 4 cho chuyến tuần tra thứ ba, cũng là chuyến cuối cùng. Nó tiếp tục hoạt động tại lối tiếp cận phía Đông Bắc eo biển Manche, nơi nó tấn công Đoàn tàu TAM 142 vào ngày 18 tháng 4, và đã đánh chìm các tàu buôn Anh Filleigh 4.856 GRT và tàu buôn Na Uy Karmt 4.991 GRT ở vị trí khoảng 10 nmi (19 km) về phía Đông Nam North Foreland, Kent. Khi cuộc xung đột kết thúc, U-245 đi đến cảng Bergen, Na Uy và đầu hàng lực lượng Đồng Minh tại đây vào ngày 9 tháng 5, 1945.
Chiếc tàu ngầm được chuyển đến Loch Ryan, Scotland vào ngày 30 tháng 5. Tại đây nó bị đánh chìm trong khuôn khổ Chiến dịch Deadlight vào ngày 7 tháng 12, 1945, và đắm tại tọa độ 55°25′B 6°19′T / 55,417°B 6,317°T.

### Tóm tắt chiến công
U-245 đã đánh chìm được ba tàu buôn tổng tải trọng 17.087 GRT:
| Ngày             | Tên tàu        | Quốc tịch      | Tải trọng | Số phận      |
| ---------------- | -------------- | -------------- | --------- | ------------ |
| 5 tháng 2, 1945  | Henry B. Plant | United States  | 7.240     | Bị đánh chìm |
| 18 tháng 4, 1945 | Filleigh       | United Kingdom | 4.856     | Bị đánh chìm |
| 18 tháng 4, 1945 | Karmt          | Norway         | 4.991     | Bị đánh chìm |